# Ordines (Antigua Roma)
Los ordines en la antigua Roma representaban un sistema de  clases sociales que definía la estructura y la estratificación de la sociedad romana. Esta división jugaba un papel crucial en la organización social, política y económica tanto en la República como en el período del Imperio. La posición de uno en los ordines estaba determinada por la riqueza y el nacimiento. 
El más alto de estos ordines era el ordo senatorius, compuesto por los miembros del Senado y sus familias. Este grupo disfrutaba de un estatus elevado, riqueza considerable, y un papel decisivo en la toma de decisiones políticas, controlando las leyes, finanzas del estado y la política exterior. Justo debajo del orden senatorial se encontraba el ordo equester, que incluía a individuos con gran riqueza que no formaban parte del senado. Originalmente basado en la capacidad de mantener caballos para el ejército, este orden se transformó en una clase de empresarios y administradores ricos, ocupando puestos administrativos clave y desempeñando un papel significativo en el comercio y las finanzas romanas. El ordo decurionum estaba compuesto por miembros de los consejos municipales en las ciudades romanas fuera de Roma. Estos individuos eran responsables de la administración local, incluyendo el mantenimiento del orden público y la recaudación de impuestos, y su pertenencia estaba generalmente reservada para los ciudadanos más destacados de las ciudades. 
Los équites y senadores debían mantener altos niveles de riqueza y poseer grandes cantidades de propiedades para seguir siendo parte de su clase. Las personas de clase baja podrían ascender a ordines superiores adquiriendo riqueza.  La gente también necesitaba nacer en un estatus social alto para poder unirse a estas clases.  Antes de las reformas de los hermanos Gracos (Cayo Graco y Tiberio Graco) sólo había dos ordenes, los patricios y los plebeyos . Tras las reformas de Cayo Graco, la clase ecuestre se dividió en su propia orden .  El término también se aplicó a las compañías militares bajo el sistema manípulo . 